# Auguste Chatton
Pour les articles homonymes, voir Chatton.
Auguste François Chatton, né à Plouër-sur-Rance le 8 juillet 1874 où il est mort le 25 mai 1936, est un officier de marine français.

## Biographie
Il naît à Plouër-sur-Rance le 8 juillet 1874.
Maître pilote à Dinan (1926), formé par Jean-Baptiste Charcot, officier de 2e classe des équipages de la flotte de réserve (5 octobre 1929) puis de première classe le 2 décembre 1933, il devient le commandant du Pourquoi Pas ? en août 1932. Assisté du brise-glace Pollux du capitaine Émile Mailloux, il débarque la Station française du détroit Scoresby dans le cadre de l'année polaire internationale qu'il relèvera le 16 août 1933.
En 1934, il débarque à Angmagssalik une mission scientifique qui doit étudier le secteur dont les habitants. Robert Gessain est l'anthropologue de la mission, Fred Matter le photographe, Michel Perez le géologue et Paul-Émile Victor l'ethnologue. La mission parcourt 2 000 km en traineau et 700 en bateau et, entre février et août 1935, visite 22 établisements. Chatton les reprend le 25 août.
Il quitte la marine après cette expédition.
Il meurt dans sa commune natale le 25 mai 1936.

## Hommages
- La baie et le glacier Chatton au Groenland portent son nom[8].
- Chevalier de la Légion d'honneur (1931[9]).